# Tenexco II
Tenexco II es una localidad de México perteneciente al municipio de Atlapexco en el estado de Hidalgo.

## Toponimia
Del náhuatl: Tenextli, cal, co, lugar. Lugar de cal.

## Geografía
A la localidad le corresponden las coordenadas geográficas 21° 03’ 55.442” de latitud norte y 98° 21’ 03.376” de longitud oeste, con una altitud de 262 m s. n. m. Cuenta con un clima semicálido húmedo con lluvias todo el año.
En cuanto a fisiografía se encuentra dentro de la provincia de la Sierra Madre Oriental dentro de la subprovincia de Carso Huasteco; su terreno es de Sierra y lomerío. En lo que respecta a la hidrografía se encuentra posicionado en la región Panuco, dentro de la cuenca del río Moctezuma, en la subcuenca del río Los Hules.

## Demografía
En 2020 registró una población de 537 personas, lo que corresponde al 2.71 % de la población municipal. De los cuales 264 son hombres y 273 son mujeres. Tiene 130 viviendas particulares habitadas.
| Gráfica de evolución demográfica de Tenexco II entre 1970 y 2020                             |
|                                                                                              |
| Población de los censos y conteos del Instituto Nacional de Estadística y Geografía (INEGI). |

## Economía
La localidad tiene un grado de marginación alto y un grado de rezago social medio.